# Război meteorologic
Războiul meteorologic reprezintă utilizarea unor tehnici de modificare a vremii, cum ar fi însămânțarea norilor, în scopuri militare.
Înainte de Convenția de la Geneva, Statele Unite ale Americii au folosit oficial războiul meteorologic în războiul din Vietnam. 
Sub auspiciile Air Weather Service, Statele Unite ale Americii au declanșat Operațiunea Popeye prin care s-au însămânțat nori de ploaie peste traseul Ho Chi Minh, ceea ce a dus la creșterea precipitațiilor cu aproximativ treizeci de procente în 1967-1968. Obiectivul operațiunii  a fost o încercare de a prelungi sezonul musonic  pentru ca, datorită ploilor, să fie încetinit traficul camioanelor de aprovizionare.